# Teratoscincus microlepis
Teratoscincus microlepis är en ödleart som beskrevs av  Alexander Nikolsky 1900. Teratoscincus microlepis ingår i släktet Teratoscincus och familjen geckoödlor. Inga underarter finns listade i Catalogue of Life.